# Zakrzewska Wola (powiat radomski)
Zakrzewska Wola – wieś w Polsce położona w województwie mazowieckim, w powiecie radomskim, w gminie Zakrzew. Ma status sołectwa.
| SIMC    | Nazwa    | Rodzaj                          |
| ------- | -------- | ------------------------------- |
| 0642721 | Gaj      | część wsi                       |
| 0642738 | Herników | część wsi (zniesiona w 2023 r.) |

W latach 1975–1998 miejscowość należała administracyjnie do województwa radomskiego.
Przez wieś przebiega droga wojewódzka nr 740.
Wierni Kościoła rzymskokatolickiego należą do parafii św. Jana Chrzciciela w Zakrzewie.